# Херцог на Лойхтенберг
Херцог на Лойхтенберг (на немски: Herzog von Leuchtenberg) е княжеска титла, която Максимилиан I Йозеф Баварски дава на своя зет Йожен дьо Боарне след свалянето на Наполеон през 1817 г. за владението на Ландграфство Лойхтенберг и Княжество Айхщет. През 1833 г. Бавария купува княжеството, а през 1855 г. срещу три милиона гулдена закупува и останалите владения от наследниците на Лойхтенбергите.
Обаче още Албрехт VI (1584–1666) от Лойхтенбергите и неговият племенник Максимилиан Филип Хиронимус (1638–1705), носят титлата Херцог на Лойхтенберг.
През 1890 г. титлата се използва и от руските синове на херцог Николай де Боарне (1843–1891).